# Turgut Aykaç
Turgut Aykaç est un boxeur turc né le 1er janvier 1958 à Adana.

## Carrière
Il remporte aux Jeux olympiques d'été de 1984 à Los Angeles la médaille de bronze dans la catégorie poids plumes.

## Palmarès

### Jeux olympiques
- Médaille de bronze en -57 kg aux Jeux de 1984 à Los Angeles,  États-Unis